# Partidul Național Liberal-Convenția Democratică
Partidul Național Liberal-Convenția Democratică (prescurtat PNLCD), a fost o parte a PNL-ului care în 1992, când cea mai mare parte a acestui partid a hotărât să părăsească CDR-ul, a hotărât să rămână alături de Convenție, împreună cu Partidul Național Liberal-Aripa Tânără.